# Ablabesmyia reissi
Ablabesmyia reissi es una especie de insecto díptero del género Ablabesmyia, familia Chironomidae.

Fue descrito por primera vez en 2000 por Paggi & Suarez. 

## Distribución
Se distribuye por Argentina.